# Marcilla de Campos
Marcilla de Campos è un comune spagnolo di 60 abitanti situato nella comunità autonoma di Castiglia e León.